# Falsas memórias
Falsas memórias ou memórias ilusórias, em psicologia, são memórias de eventos que nunca foram efetivamente vivenciados pelo sujeito. Entre os pioneiros no estudo dessa área destacam-se Pierre Janet, Sigmund Freud e Alfred Binet, que trabalhou na França por volta de 1900 estudando a falsificação de memórias em crianças. Desde 1974, a psicóloga americana Elizabeth Loftus tem sido uma líder em pesquisas relacionadas à falsa memória e recuperação de memórias.
O impacto de falsas memórias é visível durante psicoterapias, em depoimentos na área jurídica e em autobiografias. Comumente, falsas memórias estão associadas a abuso sexual infantil. Em seu livro A Etiologia da Histeria (1896), Freud discute a relação entre memórias traumáticas reprimidas em crianças (relacionadas a abuso) e a histeria.

## Criando falsas Puceis
Uma das formas de estimular a formação de falsas memórias é o chamado de "procedimento de sugestão de falsa informação" que envolve questionar sobre a presença de um estímulo compatível durante um fato vivenciado sugestivamente. Quanto mais aceitável, provável e conveniente a presença este estímulo seja subjetivamente, mais provável dele ser incluído na memória do sujeito. Outros fatores identificados como importantes nessa falsificação são os limites da memória, há quanto tempo aconteceu o evento original, a importância pessoal desse evento e quantas vezes essa memória já foi recordada.
Outro fator importante é o impacto emocional do evento vivenciado, quanto maior o impacto, tanto negativo quanto positivo, desse evento maior a facilidade de recordá-lo posteriormente evolvido com falsas memórias. O mecanismo neurológico por trás disso provavelmente é a interação do hipocampo (área relacionada ao processamento de memórias) com o sistema límbico (área relacionada as emoções) especialmente a amígdala cerebelosa (relacionada a ansiedade).
A criação de falsas memórias é extremamente perigosa quando feita por testemunhas de crimes que estão sendo julgados, pois podem levar tantos inocentes a serem considerados culpados de crimes hediondos e mortos, quanto culpados de crimes hediondos serem inocentados e assim podendo cometer novos crimes.

### Teste de formação de falsas memórias
Roediger and McDermott fizeram vários estudos sobre a formação de falsas memórias usando listas de palavras. Abaixo estão escritas 15 palavras.
- Leia as palavras abaixo por 1 minuto e procure memorizá-las:

- Espere 1 minuto e só então leia as palavras abaixo tentando se lembrar quais também estavam na lista acima.

Em um outro teste, foram lidos contos indígenas para crianças em idade escolar e depois o pesquisador lhes pedia para se recordarem da história. Além de faltarem algumas partes, nos relatos havia adaptações e invenções criadas pelos participantes para tornar a história mais racional e consistente.

## Persistência das falsas memórias
Nos testes originais propostos por Roediger e McDermott onde após o pesquisador ler cada grupo de 15 palavras os participantes deviam escrever as palavras que lembravam, um grande número de falsas memórias foram identificados imediatamente. Ao final desse teste os participantes leram as palavras originais e compararam com suas respostas, porém em um reteste uma semana depois as falsas memórias continuaram aparecendo. No estudo original, mesmo após 5 testes, no mesmo dia, onde as respostas falsas e verdadeiras eram reveladas ao final de cada teste falsas memórias persistiram e no dia seguinte o número de falsas memórias aumentava novamente. Esses estudos indicam que é possível manter falsas memórias por grandes períodos de tempo e que elas são tão persistentes quanto as verdadeiras.

## Traços de personalidade relacionados
Pessoas com alto nível de neuroticismo foram identificadas como sendo mais vulneráveis a elaboração de falsas memórias. Provavelmente isto ocorre pois essas pessoas tendem a ter altos níveis de vulnerabilidade psicológica, mais afetos negativos, baixa autoestima, grande número de respostas de enfrentamento mal adaptadas, frequentemente se depreciam e exageram em seus autorrelatos de sintomas. Além disso, quanto maior o neuroticismo melhor o detalhamento de eventos desagradáveis e maior o número de traços negativos de si mesmo relatados.
De forma semelhante, a presença de depressão e ansiedade ao mesmo tempo diminuem o número de acertos e aumentam o número de falsos positivos (falsas memórias) em testes de memorização.

## Efeito Mandela: falsas memórias coletivas
Popularmente, dá-se o nome "efeito Mandela" a falsas memórias que várias pessoas compartilham. A origem do termo vem de 2010, quando foi constatado que várias pessoas acreditavam que Nelson Mandela havia morrido nos anos 80, quando na verdade estava vivo e só morreria em 2013. Há vários outros exemplos de títulos da mídia, nomes e logotipos de marcas, entre outros itens, que as pessoas lembram incorretamente. Segue uma lista abaixo:
| Falsa memória                                                                                           | Realidade                                            |
| --- | ---------------------------------------------------- |
| Nelson Mandela morreu nos anos 80                                                                       | Nelson Mandela morreu em 2013                        |
| A ponta da cauda do Pikachu é preta                                                                     | A ponta da cauda do Pikachu é amarela                |
| "Ordem e Progresso" na bandeira do Brasil é em preto                                                    | "Ordem e Progresso" na bandeira do Brasil é em verde |
| O Pensador apoia a mão na testa                                                                         | O Pensador apoia a mão no queixo                     |
| Dragon Ball Z foi interrompido pelo Plantão da Globo para noticiar os Ataques de 11 de setembro de 2001 | O programa interrompido foi Mickey & Donald          |
| Looney Toons                                                                                            | Looney Tunes                                         |
| Flinstones                                                                                              | Flintstones                                          |
| Kit-Kat                                                                                                 | Kit Kat                                              |

Acredita-se que a causa do efeito Mandela seja fatores similares que afetam diversas pessoas, como memórias incorretas virando senso comum, bem como notícias e imagens falsas que reforçam o surgimento de tais memórias.
Outros exemplos incluem memórias do nome dos Berenstain Bears anteriormente escrito como Berenstein, e de um filme dos anos 90 chamado Shazaam, estrelado pelo comediante Sinbad como um gênio.
Na internet, explicações populares (porém pseudocientíficas) para o efeito incluem uma conspiração ou uma interação de diferentes universos paralelos.
No entanto, a maioria dos pesquisadores e comentaristas científicos sugere que esses são exemplos de falsas memórias moldadas por fatores cognitivos semelhantes que afetam várias pessoas, como reforço social e cognitivo de memórias incorretas ou reportagens falsas e fotografias enganosas que influenciam a formação de memórias baseadas nelas. Por exemplo, as falsas memórias de Shazaam foram explicadas como uma confabulação de memórias do comediante vestindo uma fantasia de gênio durante uma apresentação na TV dos filmes de Simbad, o marujo em 1994 e um filme de 1996 com o mesmo nome, Kazaam, apresentando um gênio interpretado por Shaquille O'Neal. Além disso, na década de 1960, a Hanna-Barbera tinha uma série animada sobre um gênio chamada Shazzan.